# Die zehn stalinschen Schläge
Die zehn stalinschen Schläge (auch: Die zehn zerschmetternden Schläge, russisch Десять сталинских ударов Desjat stalinskich udarow, in der DDR auch einfach Zehn Stalin-Offensiven) war während der Zeit des Stalinismus die Bezeichnung für die sowjetischen Offensiven des Jahres 1944 im Zweiten Weltkrieg. Es handelt sich um einen Propagandabegriff, der dazu diente, Josef Stalin als persönlich Verantwortlichen für die Erfolge der Roten Armee zu feiern.

## Operationen
Folgende Operationen bilden die „zehn Schläge“:
1. Leningrad-Nowgoroder Operation im Januar 1944
2. Dnepr-Karpaten-Operation im Februar–März 1944
3. Odessaer Operation im April–Mai 1944
4. Wyborg-Petrosawodsker Operation Juni 1944
5. Operation Bagration im Juni–Juli 1944
6. Lwiw-Sandomierz-Operation im Juli–August 1944
7. Operation Jassy-Kischinew im August 1944
8. Baltische Operation im September–Oktober 1944
9. Budapester Operation im Oktober 1944
10. Petsamo-Kirkenes-Operation im Oktober 1944

Erstmals wurden diese von Josef Stalin in seiner Rede zum 27. Jahrestag der Oktoberrevolution am 6. November 1944 aufgezählt.

## Hintergrund
Die sowjetische Militärwissenschaft lehnte die Strategie ab, alle Kräfte zu einem einzigen Schlag zusammenfassen, so wie es Deutschland mit der Strategie des Blitzkrieges praktizierte. Sie bevorzugte es, die Kräfte auf eine Serie von Schlägen von wachsender Stärke zu verteilen, ohne dem Gegner eine Atempause zu lassen. Ebenso lehnte sie das deutsche Cannae-Ideal einer einzigen „Vernichtungsschlacht“ ab und befürwortete einen „Vernichtungsfeldzug“.
Mit den 10 Schlägen ging die Sowjetunion von der Ermattungsstrategie (russisch strategija ismora) zur Vernichtungs- bzw. Niederwerfungsstrategie (russisch strategija sokrusenija) über.

## Bewertung
Die sowjetische Geschichtsschreibung sah in dem Prinzip aufeinanderfolgender strategischer Operationen „eine herausragende Errungenschaft der sowjetischen Kriegskunst“, die Operationen seien durch eine „einheitliche strategische Idee“ zu einem „harmonischen System“ verbunden.
Garthoff urteilt hingegen, dass diese Strategie zum Teil nur die vernunftmäßige Erklärung für die Notwendigkeit einer Serie von Operationen in einem Krieg sei und die Sowjets sich kaum eine günstige Gelegenheit für einen einzigen Vernichtungsschlag entgehen lassen würden. Zum anderen Teil erklärt er das Prinzip aus der bolschewistischen Betonung für nüchterne Kalkulationen, Anti-„Abenteurertum“ und der Notwendigkeit die steigenden Kräfte einer Operation mit Reserven zu nähren.
Der Militärhistoriker Karl-Heinz Frieser sieht hinter dem Prinzip eine „Risikoscheu“, nachdem vorangegangene Versuche der sowjetischen Führung, eine Entscheidungsschlacht – wie z. B. in den Winteroffensiven 1941 und 1943 – zu erzwingen, fehlgeschlagen seien. So habe sie bei der Operation Bagration, dem Hauptschlag im Sommer 1944, ihr strategisches Potenzial „verzettelt“, indem sie nicht zur großen Umfassungsschlacht in Richtung Warschau angetreten sei, um die Heeresgruppe Mitte und die Heeresgruppe Nord einzuschließen.
Der Generalfeldmarschall Erich von Manstein sah in den „zehn stalinischen Schlägen“ die Verwirklichung der „russischen Dampfwalze“. Dieses Bild ist zu Beginn des Ersten Weltkrieges entstanden und drückte die damals vor allem in Frankreich enttäuschte Hoffnung aus, die russische Armee würde die Mittelmächte mit ihrer zahlenmäßigen Überlegenheit niederwalzen und bis Berlin vorstoßen. 1941 und 1942 hatte laut Manstein die Rote Armee noch nicht die nötige „Wucht der Masse“ erreicht, aber die Dampfwalze sei durch die Industrieverlagerung materiell sowie personell vorbereitet worden. 1943 bis Anfang 1944 konnte die Dampfwalze die deutschen Truppen zwar zurückdrängen, aber nicht vernichtend schlagen. 1944 begann jedoch die Dampfwalze zu „rollen“. Manstein schreibt:

„Diese ‚zehn Schläge Stalins‘ erscheinen in der Tat als Versinnbildlichung der ‚russischen Dampfwalze‘, die sich unaufhaltsam, mit ihrem Schwergewicht den Gegner erdrückend, vorwärtswälzt.“